# Biskupice (powiat oleśnicki)
Biskupice (niem. Bischdorf) – wieś w Polsce położona w województwie dolnośląskim, w powiecie oleśnickim, w gminie Syców.
W latach 1975–1998 miejscowość należała administracyjnie do województwa kaliskiego.

## Nazwa
Pierwsza wzmianka o istnieniu wsi pochodzi z 23 kwietnia 1155, gdzie w bulli papieża Hadriana IV wieś wymieniana jest pod nazwą Biscopici jako posiadłość biskupstwa wrocławskiego.
W kronice łacińskiej Liber fundationis episcopatus Vratislaviensis (pol. Księga uposażeń biskupstwa wrocławskiego) spisanej za czasów biskupa Henryka z Wierzbna w latach 1295-1305 miejscowość wymieniona jest w zlatynizowanej formie Biscupitz.
Nazwa Biskupice była używana przemiennie z niemiecką nazwą Bischdorf i pochodzi od urzędu właścicieli wsi, którymi w średniowieczu byli biskupi wrocławscy.

## Części wsi
| SIMC    | Nazwa        | Rodzaj     |
| ------- | ------------ | ---------- |
| 0209384 | Nowy Świat   | przysiółek |
| 0209390 | Trzy Chałupy | przysiółek |

## Historia i zabytki
Od czasów średniowiecznych do 1927 roku w Biskupicach istniał majątek ziemski o obszarze ok. 300 ha, który następnie został rozparcelowany. We wsi znajdują się ruiny pałacu (siedziby właścicieli ziemskich), wybudowanego w XVIII w. i przebudowanego w XIX w. i I poł. XX w.. Do pałacu przylegał park.
Cmentarz, znajdujący się przy drodze do Drołtowic, powstał w II poł. XIX wieku. Na jego terenie znajduje się kilkanaście nagrobków niemieckich oraz jeden nagrobek polskiego małżeństwa pochowanego tam w 1946 roku.
W obszarze miejscowości istnieje krzyż przydrożny (w centrum wsi) i kapliczka słupowa (przy drodze do Działoszy).